# Carlos Vidal
Lepe Carlos „El Zorro” Vidal (ur. 24 lutego 1902, zm. 7 czerwca 1982) – chilijski piłkarz grający na pozycji napastnika.
W reprezentacji Chile na mistrzostwach świata 1930 pełnił na boisku funkcję prawego łącznika, grając pomiędzy prawoskrzydłowym Carlosem Schneebergerem i środkowym napastnikiem Guillermem Subiabre. Niektóre źródła podają, że to on zdobył pierwszą bramkę dla reprezentacji Chile w historii mundiali.To jednak nieprawda, gdyż „El Zorro” trafił na 3:0 w wygranym przez „La Roja” meczu z Meksykiem, 16 lipca 1930 roku.
Podczas kariery zawodniczej występował w takich ekipach, jak Audax Italiano, Deportes Magallanes i Lota Schwager.